# Johann von Gott Fröhlich
Johann von Gott Fröhlich (Bissingen, 1º marzo 1780 – Monaco di Baviera, 31 gennaio 1849) è stato un filologo classico e educatore tedesco.
Studiò teologia a Dillingen (dal 1797) e legge a Landshut (1802-04), poi insegnò presso il ginnasio di Kempten (1804), Amberg (1811) e Monaco (dal 1817). Dal 1823 fino alla sua morte, lavorò come rettore al Wilhelmsgymnasium di Monaco.

## Opere principali
- Tragōdiai: Philoktetes, Elektra, die Trachinerinnen, 1815.
- Kritische Versuche über Sophokles Tragödien - Issues 1-2, 1823.
- Einige Stellen in Horatius Oden und Satiren kritisch behandelt, 1837).
- Anzeige der neuesten Ausgabe des Velleius von Kritz, 1843.
- Q. Valerii Catulli Veron. liber... : Vorschläge zur Berichtigung des Textes (con Karl Lachmann, 1849).
- Ueber die in Demosthenes' Rede Über die Krone enthaltene Grabschrift auf die bei Chäronea gefallenen Athenäer, 1852.[3][4]
- Denkrede auf Johann von Gott Fröhlich, 1849 di Leonhard von Spengel.[5]